# مؤسسة سيمبيان
كانت مؤسسة سيمبيان (بالإنجليزية: Symbian Foundation) منظمة غير ربحية تشرف على نظام التشغيل سيمبيان للهواتف المحمولة الذي كان في السابق مملوكًا ومرخصًا من قبل شركة سيمبيان المحدودة. لم تقم مؤسسة سيمبيان مطلقًا بتطوير النظام الأساسي بشكل مباشر، ولكنها قامت بالترويج والتنسيق والتحقق من التوافق. كما قدمت أيضًا خدمات أساسية لأعضائها والمجتمع مثل جمع وبناء وتوزيع نص مصدر سيمبيان البرمجي. خلال فترة وجودها، تنافست ضد الاتحاد المفتوح للهواتف النقالة ومؤسسة ليمو.

## المرحلة التشغيلية (2009-2010)
تأسست المؤسسة بواسطة نوكيا وسوني إريكسون وإن تي تي دوكومو وموتورولا وتكساس إنسترومنتس وفودافون ، وإل جي إلكترونيكس وإلكترونيات سامسونج وإس تي ميكروإلكترونيكس وإيه تي آند تي. نظرًا للتغيير في إستراتيجية أجهزتهم، تركت إل جي وموتورولا مجلس الإدارة بعد وقت قصير من إنشائها. تم استبدالهم لاحقًا بفوجيتسو ومركز كوالكوم للابتكار.
خلال مرحلتها التشغيلية (من 2009 إلى 2010)، قدمت أيضًا ما يلي:
- حزم أدوات تطوير البرمجيات
- وثائق ورمز المثال
- منتديات مناقشة وقوائم بريدية
- توقيع التطبيقات (توقيع سيمبيان)[5]
- توزيع التطبيقات (سيمبيان هورايزن)[6]
- جمع أفكار وتعليقات (أفكار سيمبيان)[7]
- مؤتمر سنوي

### الأعضاء
دعت مؤسسة سيمبيان شركات للانضمام كأعضاء، واجتذبت أكثر من 200 شركة، من عدد كبير من الفئات:
- شركات مصنعة لأجهزة (مثل نوكيا وفوجيتسو)
- شركات خدمات مالية (مثل فيزا)
- بائعو أشباه الموصلات (مثل إيه آر إم وبرودكوم)
- مشغلو شبكات الهاتف المحمول (مثل تشاينا موبايل وإيه تي آند تي)
- شركات برمجيات
- شركات خدمات مهنية

## إغلاق مؤسسة سيمبيان
بعد "التغيير في التركيز بالنسبة لبعض أعضاء مجلس إدارة التمويل"، أعلنت مؤسسة سيمبيان في نوفمبر 2010 أنها ستنتقل إلى "كيان قانوني مسؤول عن ترخيص البرمجيات وغيرها من حقوق الملكية الفكرية"، مع عدم وجود مسؤوليات تشغيلية أو موظفين. ويأتي هذا التحول نتيجة للتغيرات في الظروف الاقتصادية والسوقية العالمية (التي تُعزى على نطاق واسع إلى المنافسة الشديدة مع أنظمة التشغيل الأخرى مثل آي أو إس وأندرويد). بالتزامن مع هذا الإعلان، أعلنت نوكيا أنها ستتولى إدارة منصة سيمبيان. كانت نوكيا المساهم الرئيسي في النصوص البرمجية، وتحتفظ بمستودع نصوصهم البرمجية الخاصة لتطوير النظام الأساسي منذ شراء شركة سيمبيان، وتطلق تطويرها بانتظام إلى المستودع العام. في 17 ديسمبر 2010، تم إغلاق جميع مواقع الويب العامة لمؤسسة سيمبيان ومستودعات ويكي ومستودعات النصوص البرمجية وأطلقت نوكيا موقع سيمبيان جديد.
ومع ذلك في ذلك العام، تركت كل من سامسونج وسوني إريكسون المؤسسة لصالح الاتحاد المفتوح للهواتف النقالة التابع لجوجل ونظام التشغيل أندرويدتاركين إن تي تي دوكومو اليابانية باعتبارها الشريك الرئيسي الوحيد لنوكيا. ثم مع الإعلان عن شراكة نوكيا مع مايكروسوفت في فبراير 2011 والانتقال إلى نظام التشغيل ويندوز فون كمنصة أساسية، توقف تطوير سيمبيان وتم الاستعانة بمصادر خارجية لشركة أكينتشر. أغلقت نوكيا هذه الخدمة في نهاية عام 2012.
بعد اكتمال عملية النقل في أبريل 2011، ظلت مؤسسة سيمبيان المالكة للعلامة التجارية وكيان الترخيص، وسيكون لها مديرون غير تنفيذيين فقط.
أصبحت مؤسسة سيمبيان معسرة قانونيًا في 15 أبريل 2022، ومن غير المعروف حاليًا من هي المنظمة الخليفة.

## الروابط الخارجية
- الموقع الرسمي